# Synagogue Rodef Shalom de Pittsburgh
Pour les articles homonymes, voir Synagogue Rodeph Shalom.
La communauté Rodef Shalom de Pittsburgh (Pennsylvanie, aux États-Unis) existe depuis 1847. La synagogue actuelle, située à l'intersection de Morewood Avenue et de la Fifth Avenue, à la limite des quartiers Oakland et Shadyside, a été dédiée en 1907. C'est la troisième synagogue construite par la communauté afin de faire face à la croissance importante du nombre de ses membres. 
La communauté Rodef Shalom est la plus ancienne communauté juive de la Pennsylvanie orientale, et la plus importante communauté réformée de la région.

## La communauté Rodef Shalom

### Les débuts
En 1847, douze résidents juifs de Pittsburgh fondent une société du dernier devoir nommée Bes Almon (Maison des parents du défunt) et achètent un terrain à Troy Hill pour y implanter un cimetière. L'année suivante, ils louent une pièce à l'intersection de Penn Avenue et de Sixth Street et constituent une communauté qu'ils appellent Shaare Shemayim (Porte du Ciel).
En 1852, un groupe de membres se séparent de Shaare Shemayim et créent Beth Israel (Maison d'Israël), mais l'année suivante les deux communautés fusionnent sous le nom de Shaare Shemayim.  
En 1855, la communauté Rodef Shalom (Poursuivants de Paix) est constituée par un groupe de fidèles ayant quitté Shaare Shemayim.  En 1860, les deux communautés fusionnent à nouveau sous le nom de Rodef Shalom. 
Les statuts de la communauté datent du 9 novembre 1856, et annoncent comme principaux objectifs « l'avancement des préceptes de la religion » et « l'établissement d'une bonne école où les jeunes seront instruits selon les principes de la religion hébraïque ainsi que dans les branches générales des connaissances ». En 1860, la communauté compte 35 familles avec 50 élèves inscrits à l'école. La première confirmation juive à Pittsburgh se tient en 1862 pour six filles et un garçon. 
En 1859, Rodef Shalom loue une salle sur St. Clair Street dans la ville d'Allegheny (devenue depuis le quartier nord de Pittsburg). Deux années plus tard, commence la construction de la première synagogue, conçue par l'architecte Charles Bartberger. Le bâtiment est situé sur Hancock Street (maintenant Eighth Street) en centre-ville de Pittsburgh. La synagogue est dédiée le 20 mars 1862, en présence de William Frank, le président de la communauté, du rabbin William Armhold, le ministre officiant, qui s'adresse en allemand pendant la cérémonie, et de Josiah Cohen, le professeur et shohet qui vient d'être embauché et qui fait un discours en anglais. Les chants sont interprétés par Sigmund Apfelbaum, considéré à l'époque comme un des meilleurs  vocalistes de Pittsburgh.

### Adhésion au judaïsme réformé
À ses débuts, la communauté adhère au judaïsme orthodoxe, mais en 1863, après une visite du rabbin Isaac Mayer Wise, fondateur du judaïsme réformé en Amérique, la majorité des membres de la communauté vote pour être affiliée au judaïsme réformé. La communauté adopte alors le livre de prières réformé. Les membres de la minorité démissionnent et forment en 1864 la communauté orthodoxe de l'Arbre de Vie. 
Le passage aux pratiques de la réforme va prendre quelques années. Les offices sont raccourcis, les hommes et les femmes sont assis ensemble et un orgue est installé. En 1874, les hommes n'ont plus l'obligation de porter un chapeau ou la kippa (yarmulke). Le chœur, dirigé par Mme Bertha Jacob (née Benswanger) est considéré comme être un des meilleurs du pays. Enfin, la communauté adhère à l'Union of American Hebrew Congregations (Union pour le judaïsme réformé).
Le passage à l'anglais prend encore plus de temps. Le rabbin Louis Naumburg, nommé en 1865, parle en allemand. Lippman Mayer qui lui succède en 1870, parle en anglais, mais pratique plus facilement l'allemand. Mayer est un farouche partisan de la réforme, et sera plus tard un des fondateurs de la  Jewish Chautauqua Society pour la promotion et la propagation des études sur l'histoire juive, et l'éducation des non-Juifs concernant le judaïsme. 
En 1885, Rodef Shalom accueille à Pittsburgh, une conférence importante des rabbins réformés. La plate-forme de Pittsburgh qui en résulte, déclare que le judaïsme est une religion et pas une nation; que la Bible est un guide d'éthique et non la parole infaillible de Dieu. Elle s'accommode à ce que les Juifs américains ne mangent pas cachère. La plateforme de Pittsburgh va guider le judaïsme réformé jusqu'en 1937.   

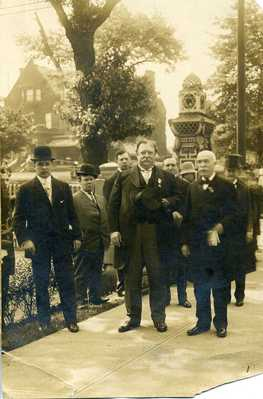
Visite du président des États-Unis, William Howard Taft (au centre) et Abraham Lippman, président de la communauté (à droite) à la synagogue.

### Le rabbin Leonard Levy
En 1901, la communauté nomme comme rabbin J. Leonard Levy, qui a exercé précédemment comme rabbin à Bristol, en Angleterre, à Sacramento en Californie et à Philadelphie en Pennsylvanie. Il s'active à renforcer le dialogue interreligieux à Pittsburgh, fonde une organisation internationale pour la paix, coédite l'hebdomadaire Jewish Criterion, en plus d'officier à Rodef Shalom le samedi et le dimanche. Levy exercera comme rabbin de la synagogue jusqu'à sa mort prématurée en 1917.  
Le samedi 29 mai 1909, sur invitation du rabbin Levy, le président des États-Unis, William Howard Taft, se rend à la synagogue et pour la première fois aux États-Unis, s'adresse à une communauté juive pendant l'office du chabbat. 
Au début du XXe siècle, la composition démographique d'Allegheny City change fortement avec une forte arrivée de nouveaux immigrants et le départ des gens établis vers les nouveaux quartiers en expansion d'Oakland, Shadyside et East Liberty, situés à l'époque à l'extrême est de la ville. Malgré ce phénomène, pendant le rabbinat de Levy, Rodef Shalom fait face à une croissance très rapide, passant de 132 familles en 1901 à 368 en 1908. La synagogue s'avère trop petite et malgré la demande de nombreux membres anciens de la voir rebâtir dans les nouveaux quartiers, la décision est prise de la reconstruire sur place. 
L'ancienne synagogue est démolie en 1900, et un bâtiment plus grand, conçu par l'architecte Charles Bickel est construit sur la même parcelle. Il est dédié le 6 et 7 septembre 1901. Une annexe pour des classes de Talmud Torah est ajoutée peu après. Mais dès 1904, la synagogue se trouve déjà trop petite. 
Les responsables de la communauté décident alors de s'établir dans les quartiers de l'est de Pittsburgh. Ils vendent le bâtiment de la synagogue devenue exiguë et achètent un terrain situé à proximité de l'intersection de Morewood Avenue et de la Fifth Avenue où ils font construire leur nouvelle synagogue. C'est ce nouveau bâtiment qui sert toujours de synagogue pour la communauté. 

### Le développement de la communauté
Le rabbin Samuel H. Goldenson qui succède à Levy, en 1918, persuade les membres de la communauté de se séparer de leur banc privé et que les sièges ne soient plus attribués, ce qui conduit à une augmentation du nombre de fidèles.  Après seize ans de service à Rodef Shalom, Goldenson est nommé à la synagogue Emanu-El de New York
En 1934, Solomon B. Freehof est nommé rabbin. En plus des offices à la synagogue, Freehof écrit de nombreux livres sur les lois et rituels juifs et préside le groupe qui remet à jour le Union Prayer Book (un siddour). Il occupera le poste de président de la Central Conference of American for Progressive Judaism et de la World Union for Progressive Judaism. Il reste rabbin de la synagogue jusqu'en 1966. Sa femme Lilian organise des offices en braille.  
La communauté continue de grossir, et culmine au début des années 1960, avec un nombre de familles membres d'environ 2 600. Plusieurs bâtiments annexes vont être construits au cours du temps, pour l'action sociale, culturelle et cultuelle de la communauté. En plus, Rodef Shalom encourage et aide de nouvelles communautés réformées à se constituer, comme Temple Sinai à Squirrel Hill, Temple Emanuel dans les South Hills et Temple David à Monroeville.
Walter Jacob est nommé rabbin assistant du rabbin Freehof en 1955, et remplace ce dernier en 1966 quand celui-ci part à la retraite. Il fonde le Freehof Institute of Progressive Halakhah et est désigné président de la Conférence centrale des rabbins américains. Avec sa femme Irène, il aménage et ouvre au public en 1986 le Rodef Shalom Biblical Botanical Garden, jardin botanique contenant toutes les plantes mentionnées dans la Bible.  En 1989-1990, de gros travaux de restauration sont effectués sur le bâtiment de la synagogue.

### La communauté de nos jours
Mark Staitman, rabbin associé depuis 1975, devient rabbin de la communauté en 1997, poste qu'il va occuper jusqu'en 2003. Impliqué dans la défense des Juifs d'Union soviétique, il sera nommé président de la Conférence nationale sur le judaïsme soviétique. 
En 2010, la communauté compte environ 1 100 familles membres. Le rabbin  Aaron Benjamin Bisno a été ordonné en 1996 par le Hebrew Union College-Jewish Institute of Religion de Cincinnati (Ohio) et a servi six ans comme rabbin associé de la communauté  Rodeph Shalom de Philadelphie (Pennsylvanie). Il prend le poste de rabbin de Rodef Shalom de Pittsburgh en juin 2004. Il est assisté des rabbins Sharyn Henry et Amy Hertz.  Walter Jacob est rabbin émérites. Rowna Sutin est chantre soliste. 

## La synagogue

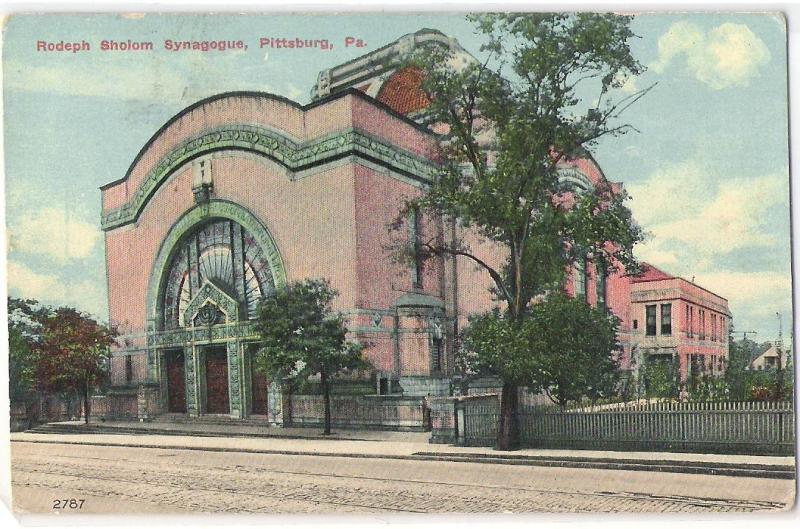
Carte postale de 1912 de la synagogue

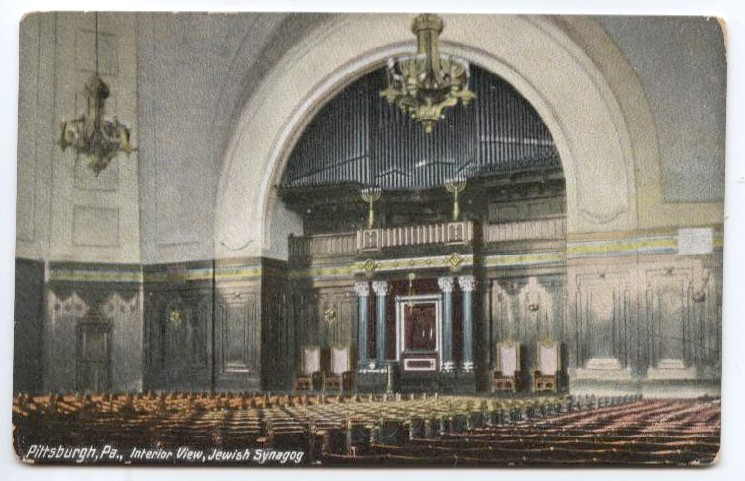
Carte postale de 1911 de l'intérieur de la synagogue avec les grandes orgues au-dessus de l'Arche Sainte

### Construction
La seconde synagogue construite en 1901 sur Hancock Street (maintenant Eighth Street) au centre-ville, en remplacement de celle de 1862, étant devenue trop petite, les responsables de la communauté décident de faire construire un nouveau bâtiment dans les nouveaux quartiers est de la ville. Ils vendent le bâtiment de la synagogue pour 150 000 dollars à la Second Presbyterian Church et achètent pour 60 000 dollars un terrain situé au 4905 Fifth Avenue, à proximité de l'intersection de la Fifth Avenue et de Morewood Avenue, dans le nouveau quartier Oakland en pleine expansion de Pittsburgh.   
Six cabinets renommés d'architectes, spécialisés dans la construction de bâtiments publics sont consultés. Henry Hornbostel du cabinet Palmer & Hornbostel l'emporte face aux cabinets d'Albert Kahn de Détroit, d'Allison & Allison de Pittsburgh, de Charles Bickel de Pittsburgh, de George Post & Sons de New York et de Pilcher and Tachau de New York.  
Henri Hornbostel (1867–1961) s'est rendu célèbre pour avoir été sélectionné en 1904 par l'industriel Andrew Carnegie pour la construction à Pittsburgh en style Beaux-Arts de son institut, le Carnegie Institute of Technology, renommé depuis Université Carnegie-Mellon.  Hornbostel est diplômé de l'université Columbia, et a aussi étudié à l'École des beaux-arts de Paris.  En même temps traditionaliste et moderniste, Hornbostel va introduire de nombreuses nouvelles idées dans la construction de la synagogue.  
Au total, la construction du nouveau bâtiment va coûter la somme de 250 000 dollars, en grande partie couverte par la généreuse donation de la famille Kaufman, propriétaire de la chaîne de grands magasins Kaufmann's. Le bâtiment sera terminé à temps pour être inauguré pour la fête de Roch Hachana de 1907.  

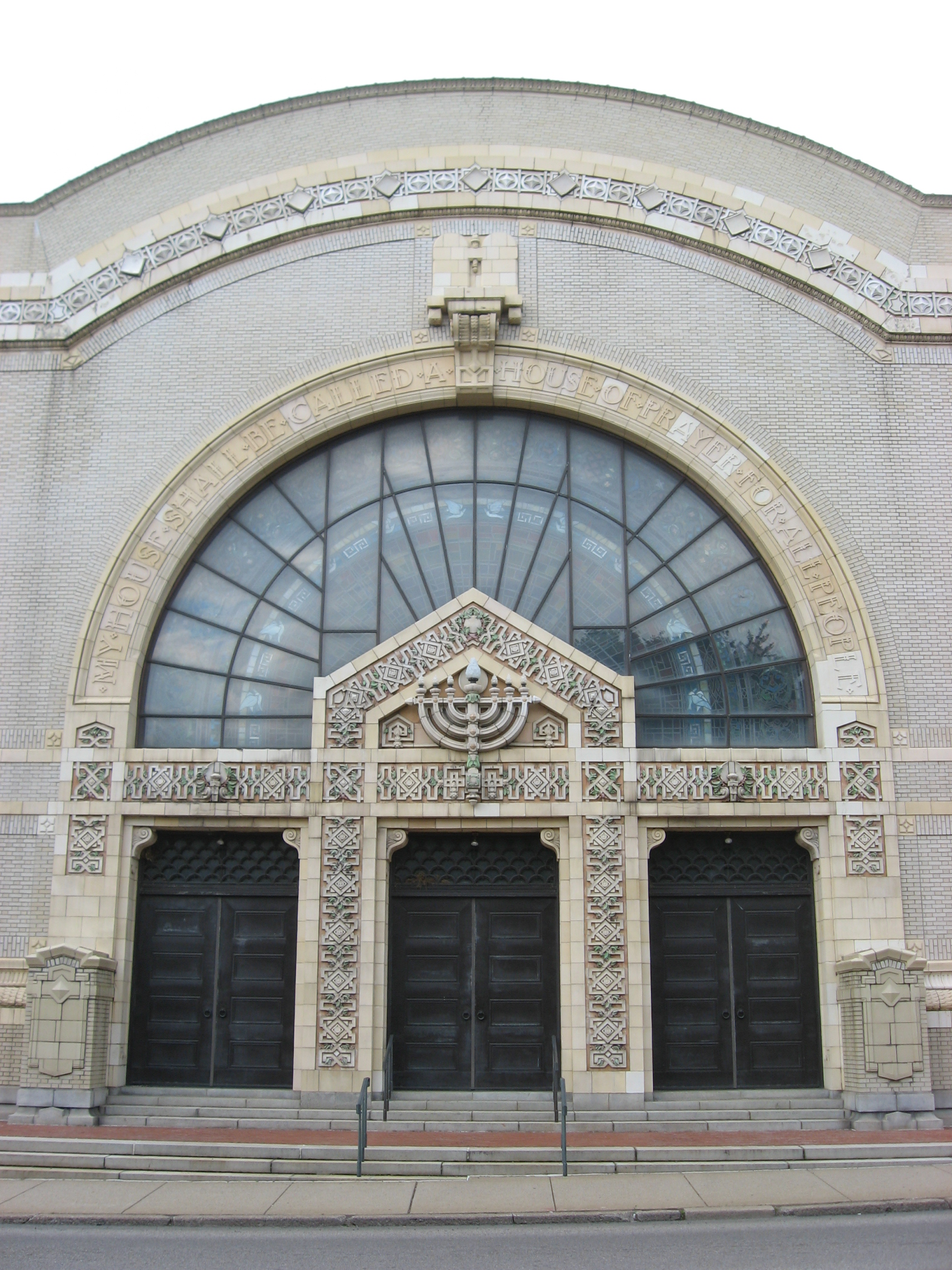
La façade Beaux-Arts de la synagogue

### Description
La synagogue se compose de trois parties principales : l'entrée très travaillée, la salle de prière de forme cubique, et le dôme carré qui la surmonte. 
Le dôme  à arêtes à double coque de près de 30 mètres de diamètre est entièrement construit en voûte catalane avec des tuiles de Guastavino. Cette technique nouvelle pour l'époque, brevetée en 1885 par l'architecte espagnol Rafael Guastavino, est suffisamment robuste et a permis de supprimer l'armature métallique initialement prévue. Le dessus du dôme est couvert de tuiles en terre cuite vernies de couleur verte, tandis que l'intérieur est enduit d'un crépi décoratif.  Au centre un large jour octogonal en vitrail, laisse passer la lumière du jour. 
L'éclairage naturel du bâtiment se fait par la large ouverture dans le dôme, ainsi que par la grande baie en arc de cercle, au-dessus de l'entrée, sur la façade donnant sur la Fifth Avenue et par les quatre fenêtres en vitrail réalisées par William Willet pour l'ancienne synagogue de 1901 et récupérées dans le projet.  
Les vitraux de l'atelier Willet représentent des scènes bibliques avec des personnages, ce qui est exceptionnel dans une synagogue et interdit pour les orthodoxes. Le vitrail "Miséricorde et Jugement" figure un homme barbu portant un enfant ainsi qu'une femme allongée sur le sol représentant le désespoir de la pauvreté. "Moïse intercédant pour son peuple" représente Moïse priant sur une colline. Dans "Ruth et Noémie", deux femmes s'enlacent. Dans le vitrail "Charité", un homme est assis au chevet d'une mourante, et au-dessus d'eux, deux anges emmènent l'âme de la décédée. D'après Samuel Gruber, l'artiste s'est inspiré de l'iconographie chrétienne pour la réalisation de ces vitraux.    
Les murs sont recouverts d'un lambris en bois de chêne, sur une hauteur d'environ six mètres. Comme la plupart des synagogues construites à cette époque, les sièges sont individuels, et chaque rangée de sièges se termine par un encadrement en bois. 
L'orgue Kimball qui date de 1907 est le plus grand de sa catégorie encore en fonctionnement. La synagogue bénéficie de toutes les nouvelles technologies comme un système de ventilation et de chauffage. La synagogue permet d'accueillir 900 personnes au rez-de-chaussée et 300 dans la galerie. 
Pour l'extérieur du bâtiment, Hornbostel choisit la brique jaune locale, avec des décorations en terre cuite colorée. 
Le bâtiment en style Beaux-Arts diffère notablement du style des synagogues construites à cette époque en Amérique. L'historien d'art et d'architecture Franklin Toker fait remarquer que: 
« À la différence de la plupart des synagogues pré-modernes, il n'y a dans celle-ci aucun faux ornement maure, bien que les couleurs éclatantes des bandes de terre cuite (maintenant défraîchies) fassent fortement allusion à l'orientalisme, si bien que les passants savent instinctivement que ce n'est pas une église. »
Toker cite la gare de Budapest, construite en 1883 comme possible source d'inspiration d'Hornbostel.  
La presse architecturale de l'époque approuve le mélange des couleurs:  
« [L'édifice est] réalisé artistiquement afin de donner un effet attractif et harmonieux. La configuration de l'entrée et la frise qui encercle le bâtiment, exécutée par Atlantic Terra-Cotta Co, peuvent être considérées comme l'essai le plus réussi dans cette voie jamais tenté dans ce pays. L'ensemble du bâtiment avec son dôme vert, ses briques jaune pâle, l'effet polychrome de la terre cuite, offre une impression fortement due au mérite de l'architecte et un endroit magnifique et reposant à ce qui autrement n'aurait été qu'un endroit monotone et inintéressant. »
Pour le fonctionnement et l'organisation de la communauté, des annexes vont être construites par la suite : en 1938, une école religieuse, conçue par Ingham & Boyd, contenant des classes, l'auditorium Levy Hall et la Cohen Chapel, et en 1956, une grande salle de réunion portant le nom du rabbin Freehof, ainsi qu'une extension du bâtiment de la synagogue, à la suite d'une donation de Allen H. et Selma W. Berkman, permettant d'accéder du parking directement à la synagogue.

### Classements et restauration
Seule une partie de l'orgue Kimbal IV/54 fonctionne actuellement. Il est resté tel que Kimball la laissé en 1929 quand les touches ont été électrifiées. En 1981, l'instrument est enregistré comme "instrument historique" à l'Organ Historical Society (OHS), sous la référence 31. 
Le 15 novembre 1979, la synagogue Rodef Shalom est inscrite à l'inventaire du Registre national des lieux historiques sous la référence 79002162. 
En 1989-1990, des travaux importants de restauration sont effectués dans la salle de prière. En 2000-2003, les autres parties du bâtiment sont à leur tour restaurées et mises en conformité pour les besoins de la communauté et l'accessibilité des handicapés.  
En  2007, pour fêter les 100 ans de la synagogue et les 150 ans de la communauté, celle-ci organise une conférence intitulée "Historical Symposium: Honoring Our Builders and Building," (Symposium historique: en l'honneur de nos fondateurs et de la synagogue) avec entre autres un exposé du professeur Jonathan Sarna de l'université Brandeis sur le sujet: "la place de Rodef Shalom dans l'histoire du judaïsme américain".